# Charles Sancy
Pour les articles homonymes, voir Sancy.
Charles Sancy est un avocat, magistrat et homme politique français, né le 3 juin 1758 à Chalon-sur-Saône en Saône-et-Loire et mort dans la même ville le 15 mars 1830.

## Biographie
Charles Sancy est le fils de Jean-Baptiste Sancy (1725-1797). Avant la Révolution, il est avocat à Chalon et lieutenant particulier civil au bailliage de cette ville.
Élu, le 5 avril 1789, député suppléant du tiers aux États généraux par ce bailliage, il est admis à siéger le 31 octobre 1789, en remplacement de son père, Jean-Baptiste Sancy (1725-1797), démissionnaire ; il fait une motion sur la nomination des députés aux fonctions de ministère public, combat le système d'un seul tribunal criminel par département, et refuse de signer la pétition à propos du 20 juin.
Après la session, il devient membre au directoire du département (1795), maire de Chalon-sur-Saône (1799), conseiller général (1804-1810), juge au tribunal civil (1806) et président du tribunal (1818).